# Alona setulosa
Alona setulosa är en kräftdjursart som beskrevs av Megard 1967. Alona setulosa ingår i släktet Alona och familjen Chydoridae. Inga underarter finns listade i Catalogue of Life.